# Изследване на историята
„Изследване на историята“ (на английски: A Study of History) е фундаментален енциклопедичен систематизиран научен труд по история на цивилизациите и културна антропология. Автор на изследването е британският историк Арнолд Джозеф Тойнби.
Първите 3 тома излизат през 1934 г. под издателството на Оксфордския университет. Други четири са издадени в навечерието на Втората световна война – през 1939 г., а през 1954 г. излизат други три. През 1959 в съавторство с Едуард Майер излиза предпоследният, а през 1961 г. и последният том на фундаменталното изследване, с което е финализирано проучването, състоящо се общо от 12 тома.
Съкратен вариант в два тома, дело на неговия сътрудник Д. Съмървел, излиза през 50-те години и оттогава е превеждан на множество езици, включително и български .